# Northumberland (New Hampshire)
Northumberland – miasto w Stanach Zjednoczonych, w stanie New Hampshire, w hrabstwie Coös.